# Have a Heart
”Have a Heart” – piąty i ostatni singiel kanadyjskiej piosenkarki Céline Dion z jej debiutanckiego albumu anglojęzycznego Unison. Singiel ten został wydany tylko promocyjnie 5 sierpnia 1991 w Kanadzie. Nie ukazał się w innych krajach.
"Have a Heart” jest angielską wersją piosenki Dion „Partout je te vois” z jej francuskojęzycznego albumu Incognito. Kanadyjka zaśpiewała „Have a Heart” na gali rozdania nagród Juno Awards w 1987. Dzięki występowi CBS Records zwiększyła budżet przeznaczony na nagranie jej debiutanckiego anglojęzycznego albumu Unison. Angielskie słowa napisał Billy Steinberg, a produkcją piosenki zajął się David Foster, który współpracował z Dion wiele razy. Piosenka została nagrana w Chartmarker Studios w Los Angeles.
Do singla nie nakręcono teledysku, lecz VHS Dion Unison zawiera wersję na żywo nagraną podczas występu Dion w Elgin and Winter Garden Theatres w Toronto w Kanadzie.
Piosenka doszła do 17 miejsca na kanadyjskiej liście Contemporary Hit Radio Chart.

## Formaty i lista utworów
Promocyjny 1-track CD-single - (Kanada)
1. „Have a Heart” – 4:14

## Pozycje, sprzedaż i certyfikaty
| Kraj                                  | Pozycja | Certyfikat | Sprzedaż |
| ------------------------------------- | ------- | ---------- | -------- |
| Kanada - Contemporary Hit Radio Chart | 17      | -          | -        |